# Yeoncheon (métro de Séoul)
Yeoncheon (hangeul : 연천 ; hanja : 榛接) est une station terminus nord de la ligne 1 du métro de Séoul. Elle est située au 273-7 Yeoncheon-ro, bourg de Yeoncheon-eup dans le comté Yeoncheon-gun, sur le territoire de la province Gyeonggi, au nord de Séoul, en Corée du Sud.
La gare d'origine est ouverte en 1912 sur la ligne Gyeongwon et elle devient une station de métro de la ligne 1 en 2023, depuis elle est desservie par les rames qui circulent sur la ligne 1 du métro de Séoul.

## Situation sur le réseau

Plan du réseau (2023)

Établie en surface, la station Yeoncheon est la station terminus nord de la ligne 1 du métro de Séoul, elle est située : avant la station Jeongok, en direction du terminus ouest Incheon ou du terminus sud-ouest Sinchang.

## Histoire

### Gare ferroviaire
La gare est mise en service le 25 juillet 1912 sur la ligne Gyeongwon. Elle devient une gare de la Corée du Nord en 1945 et est rétrocédée à la Corée du Sud en 1951. Un nouveaun bâtiment est mis en chantier au mois d'août 1958 et achevé au début du mois d'octobre. En 1976 il est restauré.

La gare sur la ligne Gyeongwon
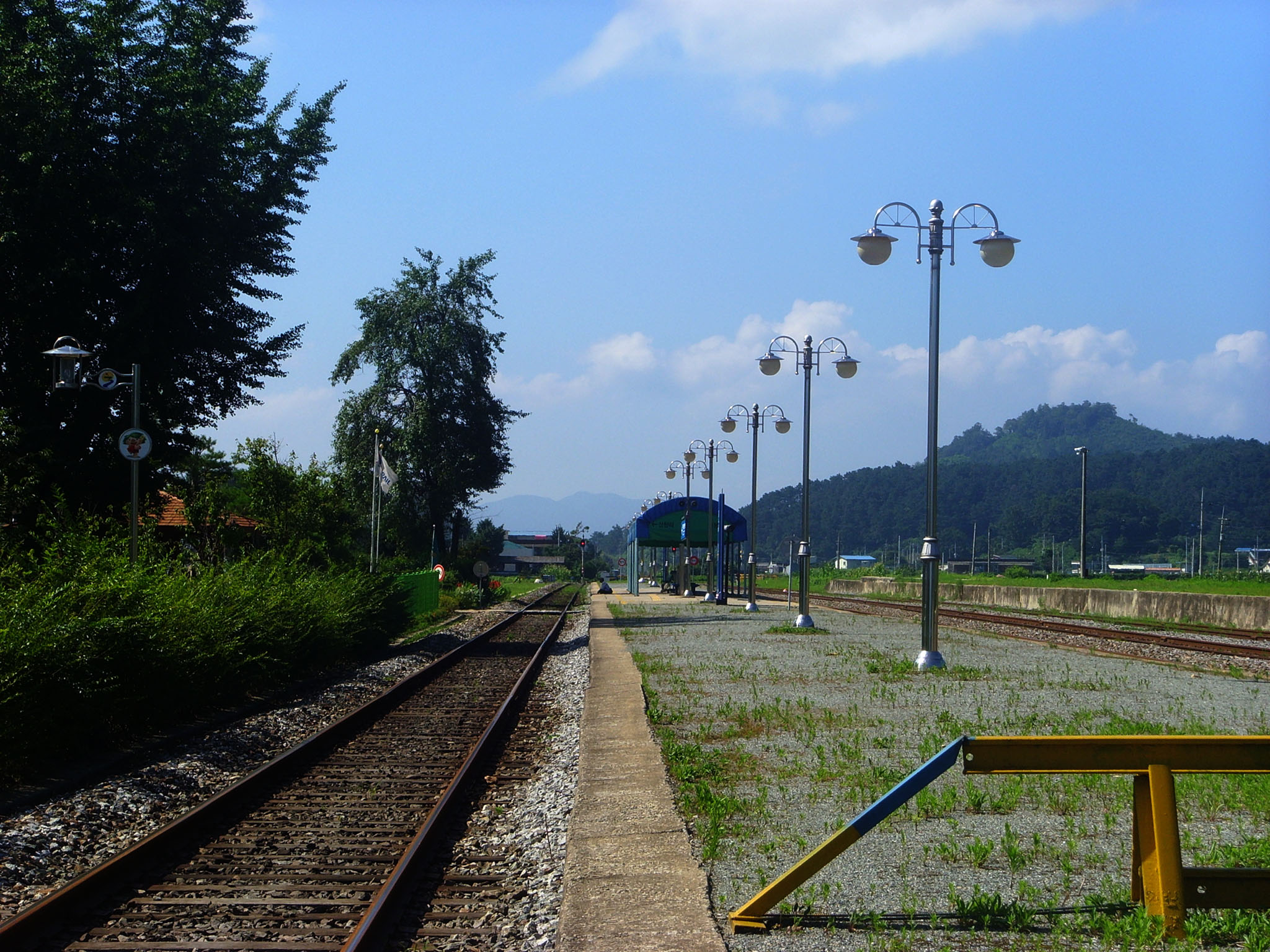
En 2008.
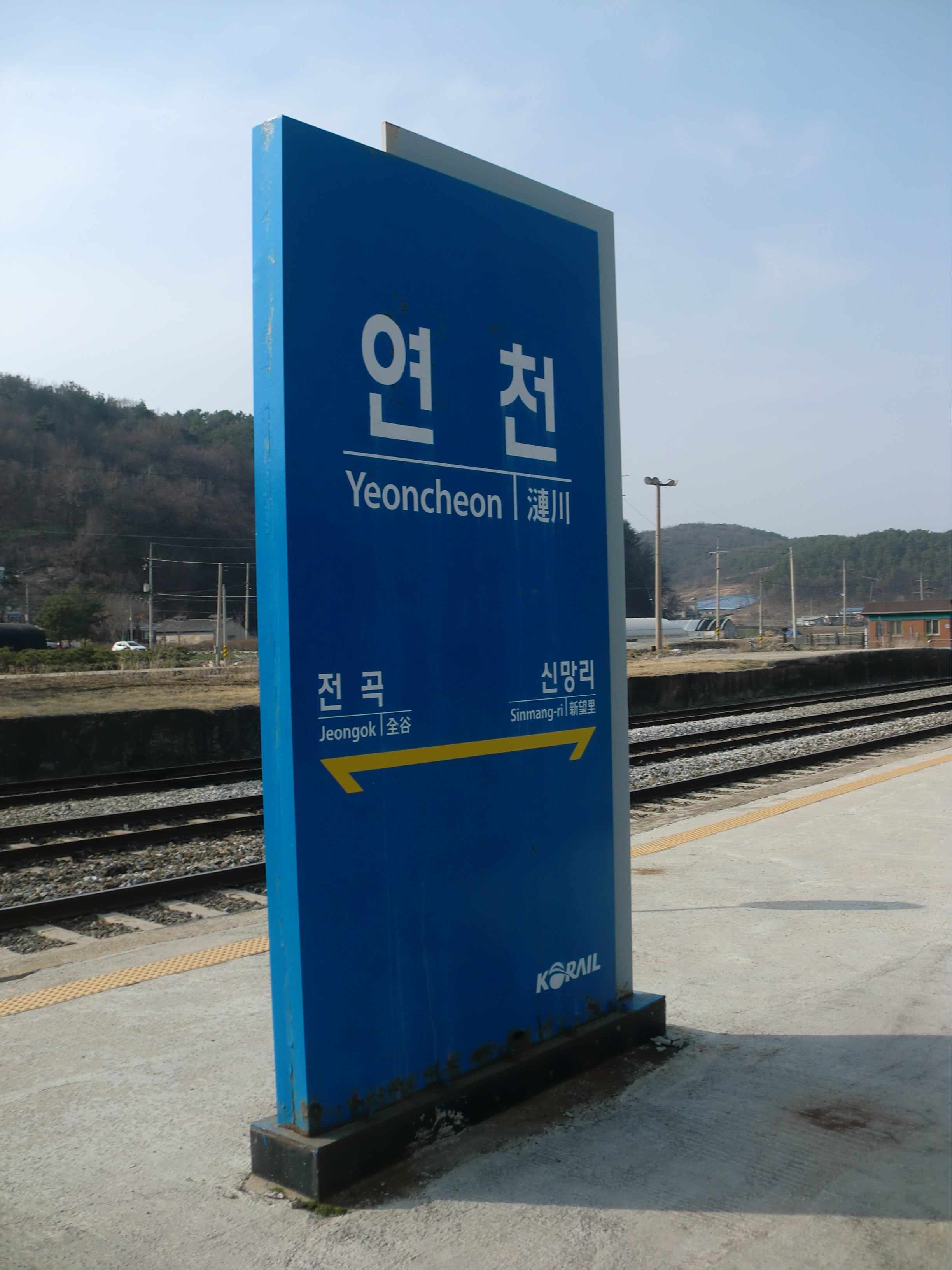
En 2015.
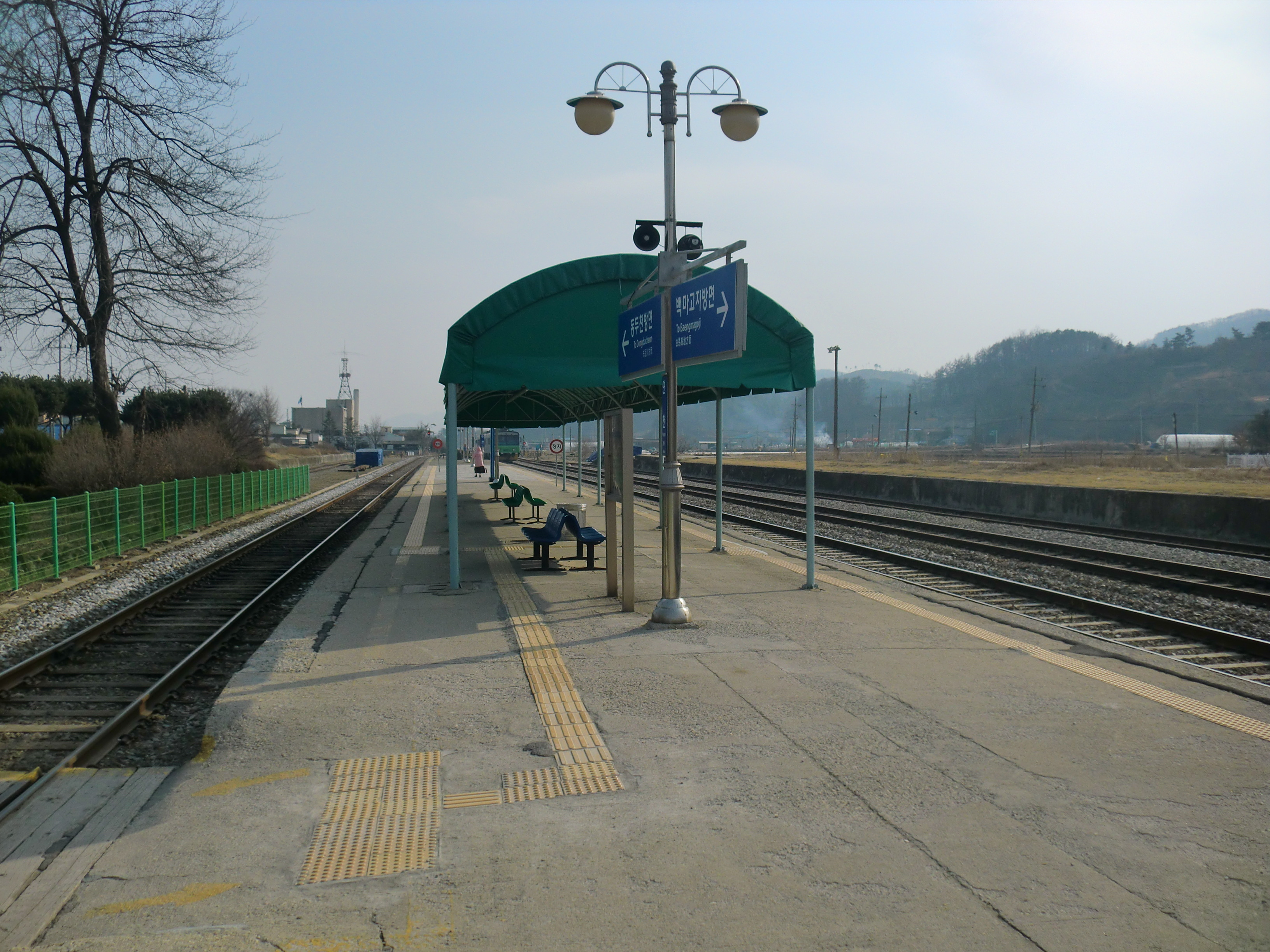
En 2015.

### Station de métro
La station Yeoncheon de la ligne 1 du métro de Séoul est mise en service le 16 décembre 2023, après les importants travaux de reconstruction de la ligne, à double voie électrifiée, et des stations pour le prolongement de l'exploitation de la ligne du métro,.

## Services aux voyageurs

### Accès et accueil
La station est située au 273-7 Yeoncheon-ro, dans le bourg de Yeoncheon-eup.

### Desserte
Yeoncheon dispose d'un quai central, équipé de portes palières, encadré par les deux voies. Elle est desservie par les rames qui circulent sur la ligne 1 du métro de Séoul.

### Intermodalité
Des arrêts de bus sont situés à proximité.

## Patrimoine ferroviaire
Sur le site est conservé et protégé deux château d'eau du temps des locomotives à vapeur et un quais de chargement de chars construit à l'époque ou la gare était sous le contrôle de la Corée du Nord.